# Acridina
A acridina, C13H9N, é um composto orgânico e um composto heterocíclico de nitrogénio. Acridina também é utilizada para descrever compostos que contêm C13N tricíclico.
Acridina é estruturalmente relacionada com o antraceno, com um dos grupos centrais de CH substituídos por nitrogénio. A acridina, um sólido incolor, foi primeiramente isolada do alcatrão de hulha. É uma matéria prima usada para a produção de tintas e algumas drogas de valor. Muitas acridinas, como a proflavina, também têm propriedade antissépticas. A acridina e derivados relacionados ligam-se ao ADN e ao ARN devido à sua capacidade de intercalação. O laranja da acridina (3,6-dimetillaminoacridina) é um colorante metacromático útil para a determinação do ciclo celular. A acridarsina é formalmente derivada da acridina por substituição do átomo de nitrogénio por um de arsénio, e acridofosfina por substituição por um fósforo.